# Ángel Grippa
Ángel Grippa Goleiro (* 2. März 1914; † unbekannt) war ein argentinischer Fußballspieler. Der Torwart nahm an der Fußball-Weltmeisterschaft 1934 teil.

## Karriere

### Verein
Ángel Grippa war 1934 bei Club Sportivo Alsina aktiv und wechselte 1935 zu den Argentinos Juniors, für die er bis 1938 auflief. Später war er noch bei Club Atlético Atlanta aktiv.

### Nationalmannschaft
Grippa wurde von Nationaltrainer Filippo Pascucci in den Kader der Nationalmannschaft für die Weltmeisterschaft 1934 in Italien berufen. Dort war er Ersatztorwart für Héctor Freschi. Die Albiceleste schied im Achtelfinale, das zugleich das erste Spiel war, durch eine 2:3-Niederlage gegen Schweden aus.